# Villalbilla de Burgos
Villalbilla de Burgos és un municipi de la província de Burgos a la comunitat autònoma de Castella i Lleó. Forma part de la comarca d'Alfoz de Burgos. Inclou les localitats de Renuncio i Villacienzo.

## Demografia
| 1991 |  | 1996 |  | 2001 |  | 2004 |  | 2006 |
| ---- |  | ---- |  | ---- |  | ---- |  | ---- |
| 554  |  | 651  |  | 720  |  | 819  |  | 846  |